# Genitivo absoluto
O Particípio adverbial absoluto ou simplesmente Genitivo absoluto é o nome dado a um uso especial do caso genitivo na língua grega antiga. O genitivo absoluto grego guarda semelhanças com o ablativo absoluto latino.
Trata-se de uma construção gramatical em que o sujeito de uma oração subordinada é expresso no caso genitivo, sem que concorde com nenhum termo da oração principal, razão pela qual este uso do particípio recebe o nome de absoluto. Os verbos que constituem estas orações subordinadas são, por sua vez, construídos na forma de particípios.

## Utilização
O genitivo absoluto é usado para se construir uma oração subordinada que exerça a função de adjunto adverbial. Esta oração pode expressar circunstâncias de tempo, causa, condição, concessão ou quaisquer outras circunstâncias relativas ao que é expresso na oração principal.

### Exemplos
Seguem-se alguns exemplos de utilizações do genitivo absoluto. Importa notar que se tratam de alguns exemplos de usos relativamente comuns deste particípio, que pode, por sua vez, significar as mais diversas circunstâncias.
- Como oração subordinada adverbial temporal:

Equivale às construções gramaticais em português obtidas através das conjunções quando, enquanto, até que, etc.
Εἰσελθούσης τῆς ἐλάφου είς σπήλαιον, συνελήφθη ὑπὸ τοῦ λέοντος.

Quando a cerva entrou na caverna, foi capturada pelo leão.
- Como oração subordinada adverbial concessiva:

Equivale às construções gramaticais em português obtidas através das conjunções embora, ainda que, etc.
Μᾶλα πειρασαμένης τῆς ἐλάφου, οὐκ'ἔφυγε τοῦ λέοντος.

Embora a cerva muito tenha se esforçado, não fugiu do leão
- Como oração subordinada adverbial causal:

Equivale às construções gramaticais em português obtidas através das conjunções posto que, como, etc.
Παρελθόντων ὀλίγον τῶν κυνηγῶν, ἡ ἔλαφος τῶν τῆς ἀμπέλου φύλλων ἐσθίειν ἤρξατο.

Como se afastaram um pouco os caçadores, a cerva começou a comer as folhas da videira.

### Observação
Note-se que o genitivo absoluto pode, na maioria das vezes, ser traduzido por um gerúndio. Assim, as frases anteriores poderiam ser traduzidas, respectivamente, da seguinte maneira:
Entrando a cerva na caverna, foi capturada pelo leão.
Muito se esforçando a cerva, não fugiu do leão.
Afastando-se um pouco os caçadores, a cerva começou a comer as folhas da videira.